# Al-Shahrastani
Tāj al-Dīn Abū al-Fath Muhammad ibn `Abd al-Karīm al-Shahrastānī (1086-1153) fue un historiador de las religiones nacido en Turkmenistán. Con su obra, Kitab al–Milal wa al-Nihal (literalmente 'El Libro de los Credos y las Sectas') fue uno de los lejanos pioneros de la Ciencia de la Religión habiendo aplicado un enfoque científico al estudio de las religiones. Fue además teórico del Islam, filósofo y teólogo.

## Vida
Muy poco se sabe acerca de la vida de al-Shahrastānī. Nació en el año 1086 en la ciudad de Shahristān (Turkmenistán) donde inició su educación. Luego fue enviado a Nishapur donde estudio con diferentes maestros, todos discípulos de la escuela teológica Ash'ari del teólogo al-Juwaynī (fallecido en 1085). A los treinta años, al-Shahrastānī fue a Bagdad para proseguir sus estudios y luego enseñó durante tres años en la prestigiosa escuela Ash`ari Al-Nizamiyya de Bagdad. Luego, fue a Persia donde trabajó como Nā’ib (representante de la cancillería) para Sanjar, gobernante de Jorasán. Hacia el fin de su vida, al-Shahrastānī regresó a su ciudad natal, donde murió en el año 1153.

## Obra
Al-Shahrastani se destacó por su empeño en describir de la manera más objetiva posible una historia universal de las religiones de la humanidad, lo que plasmó en su obra Kitab al-Milal wa al-Nihal (El Libro de credos y sectas),un trabajo monumental que presenta los puntos de vistas doctrinarios de todas las religiones y filosofías existentes hacia esa época. Este libro es quizás el primer estudio sistemático de religiones y es destacable por su estilo libre de polémica y por su enfoque científico. La Unesco subvencionó la realización de una traducción al francés por Gimaret, Monnot y Jolivet (Livre des religions et des sectes. Peeters: 1986, 1993).